# جار الله المري
جارالله المري، لاعب كرة قدم قطري. من مواليد 3 أبريل 1988.
بدأ مسيرتة في نادي الغرافة في مرحلة الناشيئن ومن ثم انتقل إلى نادي الريان والذي يلعب معه إلى الآن وأعاره الريان لنادي الخريطيات على فترتين في عام 2009 و عام 2016 و أعاره بعدها إلى السيلية في عام 2017 .
لعب مع منتخب قطر في بطولة كأس العالم تحت 17 سنة 2005 في بيرو.

## روابط خارجية
- جار الله المري على موقع الاتحاد الدولي (مؤرشف)  (الإنجليزية)
- جار الله المري على موقع قاعدة بيانات كرة القدم.إي يو (الإنجليزية)
- جار الله المري على موقع ناشيونال فوتبول تيمز (الإنجليزية)
- جار الله المري على موقع Soccerway.com (الإنجليزية)